# Манчестер (Меріленд)
Манчестер (англ. Manchester) — місто (англ. town) в США, в окрузі Керролл штату Меріленд. Населення — 5408 осіб (2020).

## Географія
Манчестер розташований за координатами 39°39′13″ пн. ш. 76°53′18″ зх. д. / 39.65361° пн. ш. 76.88833° зх. д. (39.653556, -76.888402).  За даними Бюро перепису населення США в 2010 році місто мало площу 6,07 км², з яких 6,06 км² — суходіл та 0,01 км² — водойми.

## Демографія
Згідно з переписом 2010 року, у місті мешкало 4808 осіб у 1632 домогосподарствах у складі 1269 родин. Густота населення становила 792 особи/км².  Було 1713 помешкання (282/км²).
Расовий склад населення:
| - 92,0 % — білих - 3,3 % — чорних або афроамериканців - 1,6 % — азіатів - 0,1 % — вихідців з тихоокеанських островів - 1,6 % — осіб інших рас |

До двох чи більше рас належало 1,5 %. Частка іспаномовних становила 3,5 % від усіх жителів.
За віковим діапазоном населення розподілялося таким чином: 27,5 % — особи молодші 18 років, 62,2 % — особи у віці 18—64 років, 10,3 % — особи у віці 65 років та старші. Медіана віку мешканця становила 37,3 року. На 100 осіб жіночої статі у місті припадало 95,4 чоловіків;  на 100 жінок у віці від 18 років та старших — 90,4 чоловіків також старших 18 років.
Середній дохід на одне домашнє господарство  становив 97 326 доларів США (медіана — 90 913), а середній дохід на одну сім'ю — 112 178 доларів (медіана — 103 576). За межею бідності перебувало 6,4 % осіб, у тому числі 10,0 % дітей у віці до 18 років та 6,3 % осіб у віці 65 років та старших.
Цивільне працевлаштоване населення становило 2490 осіб. Основні галузі зайнятості: роздрібна торгівля — 16,8 %, освіта, охорона здоров'я та соціальна допомога — 16,5 %, виробництво — 10,9 %, мистецтво, розваги та відпочинок — 10,4 %.